# كونتية زوتفن
كونتية زوتفن، تقع فيما هو اليوم خيلدرلند، وهي مقاطعة في هولندا، تشكلت في القرن الحادي عشر كإقطاعة في أبرشية أوترخت. حكمها كونتات زوتفن بين 1018 و1182، ثم شكلت اتحاد شخصي مع خيلدرز. وفي وقت لاحق، أصبحت ربع أرباع خيلدرز. اسم  خرافسخاب Graafschap  وتعني (مقاطعة) لا يزال يستخدم لمنطقة Achterhoek، منطقة شرق زوتفن، ولكرة القدم نادي دي خرافسخاب من هذه المنطقة.